# 內門卡
49°6′54″N 29°15′31″E / 49.11500°N 29.25861°E
內門卡（羅馬化：Nemenka）是烏克蘭西部文尼察州文尼察區伊林齊市鎮的村莊。該村處於索布河畔，始建於1629年，面積1.45平方公里，海拔高度216米，2001年人口440。